# غمر جليدي الهيرنانتي
غمر جليدي الأنديز-الصحراء الكبرى هو دور جليدي حدث خلال حقبة الحياة القديمة من 450 إلى 420 مليون سنة مضت، خلال الأردوفيشي المتأخر والسيلوري.
خلال هذه الحقبة حدث الغمر الجليدي في شبه الجزيرة العربية والصحراء الكبرى وشمال أفريقيا وجنوب الأمازون والأنديز، مركز الغمر الجليدي هاجر من الصحراء الكبرى في الأردوفيشي (450-440 مليون سنة) إلى أمريكا الجنوبية في السيلوري (440-420 مليون سنة)، أقصى امتداد للغمر الجليدي كان في أفريقيا وشرق البرازيل.
وقد سبق غمر جليدي الأنديز-الصحراء الكبرى من العصور الجليدية العصر البارد (حقب الغمر الجليدي الستورتي والمارينوي، 850-630 مليون سنة مضت)، وغالبًا ما يشار إليها بالكرة الأرضية الثلجية، وتلاه العصر الجليدي كارو (350-260 مليون سنة مضت).